# Langues sawabantu
Les langues sawabantu ou parlers bantous côtiers constituent un groupe de langues bantoues comprenant les zones A.20, A.30, et très vraisemblablement une partie de la zone A.10, de la classification de Guthrie. Selon Nurse & Philippson (2003), les langues A.20 and A.30 en dehors du Bubi forment un nœud valide.

## Étymologie
Le mot sawabantu est formé du mot  sawa qui signifie « littoral » en langue duala et du mot bantou qui désigne une grande famille de langues africaines.

## Les sous-groupes

### Le groupe A.20

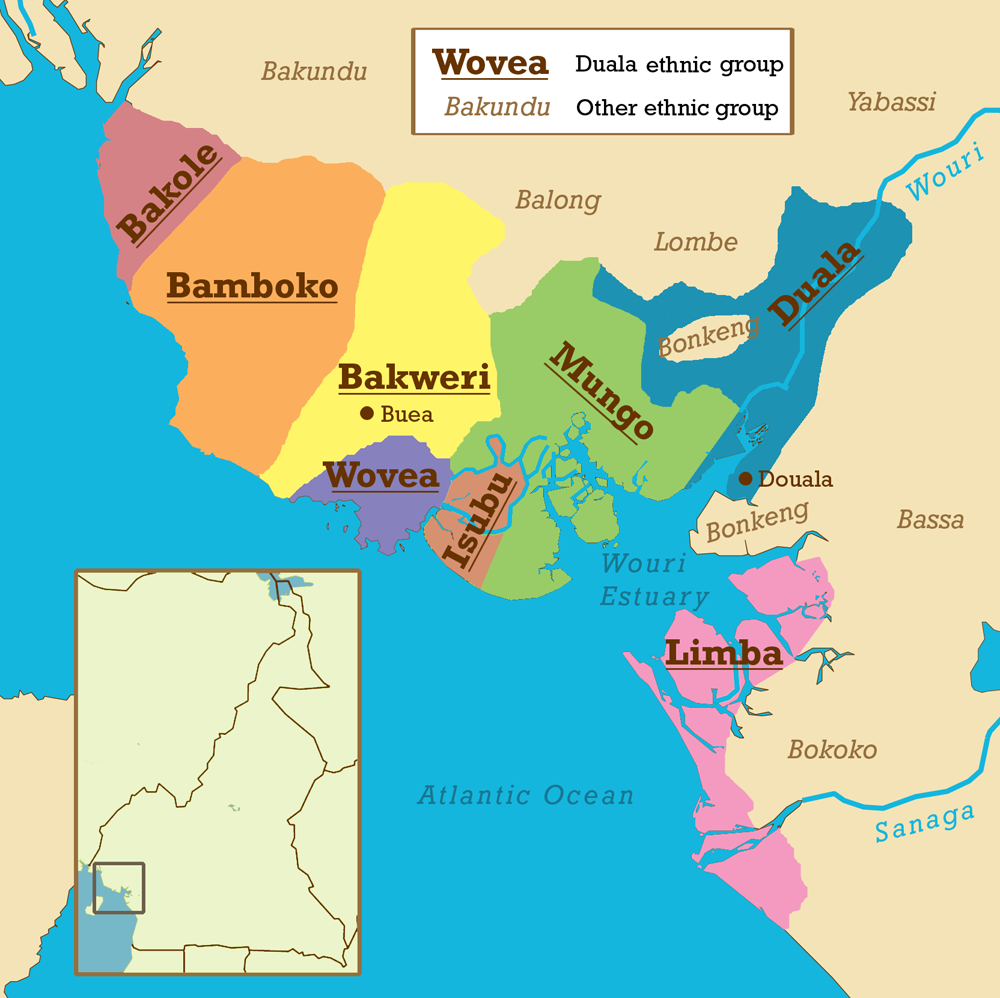
Carte des ethnies douala.

Le groupe A.20 dit « groupe duala » comprend la langue duala et ses dialectes (malimba, pongo, ewodi...) parlée à Douala et plus généralement dans la région du Littoral ; ainsi que la langue bakweri et ses dialectes (isubu, wumboko, bakole...) parlée dans la région du Sud-Ouest. 

### Le groupe A.30
Le groupe A.30 aussi appelé groupe « bube-benga » recouvre les langues et dialectes benga, yasa et batanga parlés sur la côte atlantique du sud du Cameroun jusqu'au nord du Gabon ; ainsi que la langue bube parlée dans l'île de Bioko (Guinée équatoriale).  Cette dernière, en dehors du fait qu'il s'agit d'une langue bantoue, n'a pas d'affinités particulières avec les autres langues de ce groupe.  À titre d'exemple, pour donner une idée de la parenté entre les groupes A.20 et A.30 ; les locuteurs du malimba (A.26), signalent un certain degré d'intercompréhension avec les locuteurs du batanga (A.32) qu'ils nomment « vieux malimba ».

### Le groupe A.10
Une partie du groupe A.10 semble pouvoir être rattachée à l'ensemble : il s'agit des parlers dits oroko (bakundu, balondo, mbonge...) parlés dans les départements Ndian et Meme de la province du Sud-Ouest du Cameroun.  En effet, selon Lisa et Dan Friesen : « En dépit de la proximité géographique et de la classification linguistique de ces groupes, l'oroko semble finalement partager davantage de ressemblances avec les langues A.20 comme le duala (Jacquot and Richardson 1956:20-23, Richardson 1955:7-28) ».  L'oroko paraît particulièrement proche du bakweri avec lequel une certaine intercompréhension est peut-être possible .  En revanche — en dehors des langues manengouba (akoose, bassossi, mbo...) qui en semblent définitivement exclues — une étude est nécessaire pour déterminer si les autres langues du groupe A.10 (bafaw, balong, bonkeng...) sont génétiquement liées au groupe au groupe « sawabantu ».

## Situation
La langue duala étant le langage véhiculaire de la superethnie sawa, elle est parlée et comprise dans l'ensemble de la région considérée y compris par un certain nombre de tribus de parler non-côtier comme  les Bakokos, les Yabassis, les Bankons, les Bonkengs, les peuples des Monts Manengouba, Loupés et Nlonako... Concrètement, les locuteurs de langue côtière qui ne parlent pas le duala peuvent se faire comprendre par leurs voisins côtiers de langue duala.  Ainsi, par exemple, les locuteurs de langue manengouba qui vivent à Douala peuvent se faire comprendre par les locuteurs de langue duala.  La langue duala étant aujourd'hui une langue nationale, elle est enseignée dans les écoles publiques et privées du Cameroun.  La langue duala est également parlée dans des pays voisins comme au Gabon, à la Guinée équatoriale et en Côte d'Ivoire.  Selon le dernier recensement général de la population et de l'habitat (RGPH) effectué au Cameroun en 2005, la langue duala est parlée par plus de 4 millions de Camerounais.  Elle est parfois appelée « douala de base » pour la distinguer des dialectes parlés dans les dizaines de quartiers de la ville de Douala qui sont un peu plus difficiles à comprendre.  La langue duala est également parlée sur l'île de Bioko (Guinée équatoriale) et dans les quartiers de Libreville (Gabon).  La langue bakweri n'est plus enseignée dans les écoles publiques au Cameroun.  Cette langue est également peu parlée en dehors de la région du Cameroun anglophone.  Seuls de rares locuteurs de langue mboko résident à Douala, et la langue bakweri est encore parlée par une minorité dans la région anglophone du Cameroun.  Les locuteurs bakweri sont appelés « bakweri », « bakundu » ou « mboko ».  La langue bakweri est également parlée dans les pays voisins comme le Gabon et la Guinée équatoriale.  La langue bube est parlée sur l'île de Bioko (Guinée équatoriale).  Cette langue n'est plus enseignée dans les écoles publiques de Bioko.  Seuls de rares locuteurs de langue bube résident à Douala.  La langue batanga est parlée sur la côte atlantique du Cameroun.  Cette langue a été presque entièrement assimilée par le français.  La langue yasa est parlée au Cameroun et au Gabon.  Les locuteurs de langue yasa sont appelés « yasa ».  La langue yasa a été presque entièrement assimilée par le français.  La langue benga est parlée au Cameroun et au Gabon.